# トヨタ・94C-V

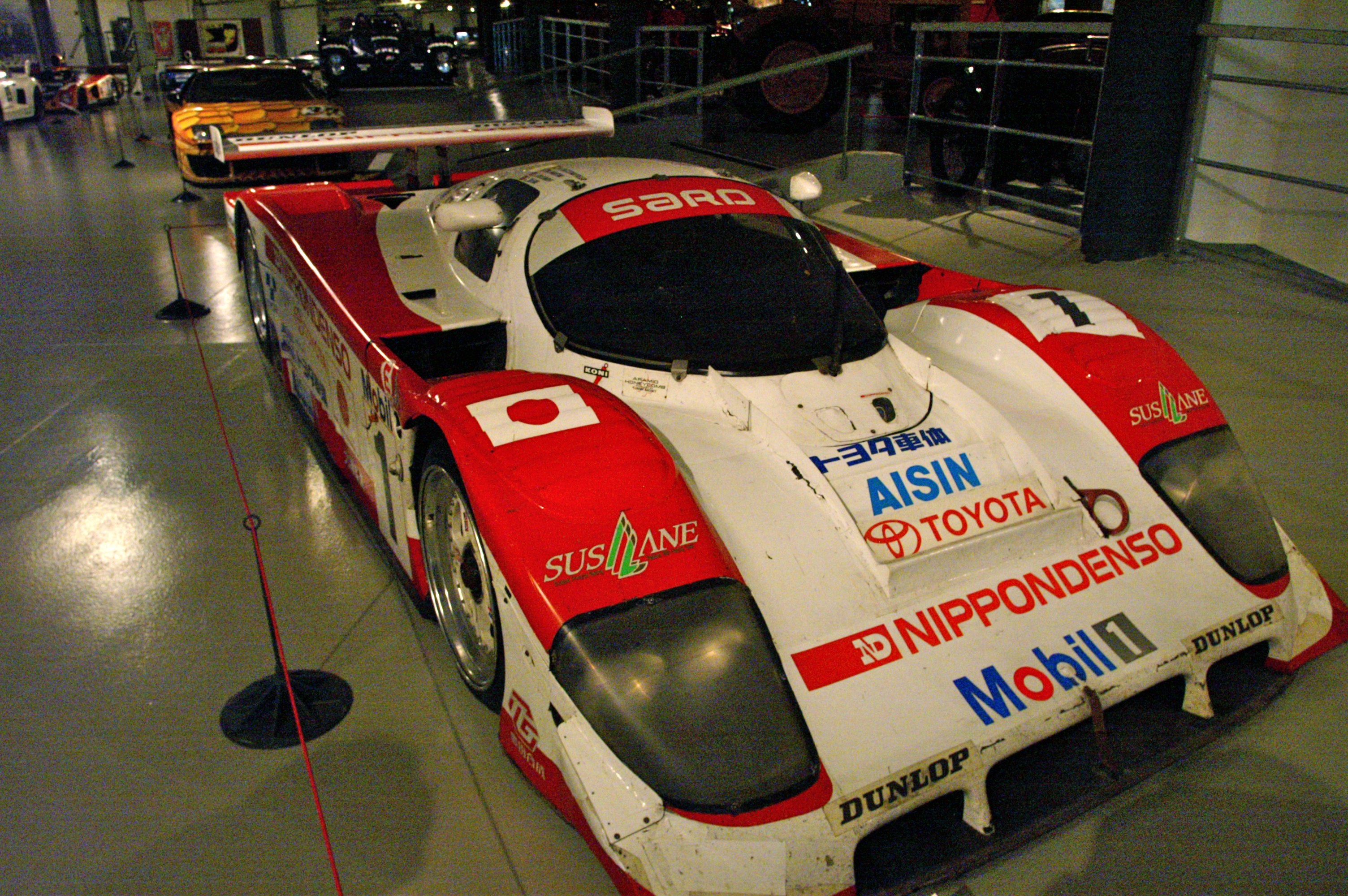
94C-V サード車

トヨタ・94C-V (Toyota 94C-V) は、1994年ル・マン24時間レース参戦用のトヨタのプロトタイプレーシングカー。

## 概要
94C-Vと名乗ってはいるが、新車ではなく、基本的に1991年JSPC参戦用のグループCカー、91C-Vの仕様変更車である。1992年のJSPC、ル・マン24時間に参戦した92C-V、1993年のル・マン24時間レースに参戦した93C-Vも同様である。
グループC規定が1993年いっぱいで終了したため、1994年のル・マン24時間レースはLMP（ルマンプロトタイプ）とLMGTで争われることになった。94C-Vは前年カテゴリー2（1990年までのグループC）でクラス優勝した93C-Vを、LMP1規定に仕様変更した車両である。フルフラットボトム化され、ウィングも小型化され、外観もかなり変更された。エンジンは同じR36V型 3.6リットル V型8気筒 ツインターボであるが、エアリストリクター径が絞られ、パワーは550PSまで落とされた。LAPタイムは前年より約10秒落ちとなった。

## 戦績
1994年、トヨタはル・マンにワークス参戦はせず、サード、トラストから2台の94C-Vをエントリーさせた。ワークス参戦ではないとはいえ、前年カテゴリー2でサードがクラス優勝していることもあり、本命視されていた。しかし、当時のLMGT1規定は1台でも公道仕様車があれば公認を受けられることになっており、ポルシェ・962の公道仕様車を作り、LMGT1の公認を受けたダウアー・962LM/ポルシェがエントリー、LMGT1規定ではホイール径がLMP1より小さくなるが、エアリストリクター径は大きくなり、650PSを発生するといわれた。ポールポジションこそクラージュC32/ポルシェが獲得したが、レースは2台ずつの94C-Vとダウアーで争われた。
夜間にトラスト車がトランスミッショントラブルで遅れたものの、サード車は順調に周回を重ね、残り1時間15分の時点で2位のダウアーに9分もの差をつけ、1991年のマツダ787B以来の日本車の優勝が目前となっていた。しかし、メインストレートでシフトリンケージトラブルで急遽スローダウン、ドライバーのジェフ・クロスノフはマシンを降り、手動でミッションを入れ、スロー走行で1周しピットイン。修理したが、このピットインで2台のダウアーに抜かれ、サードの94C-Vは3位にまで転落した。その後、エディ・アーバインの追い上げで、残り2周で2位を奪還するものの、日本車2度目、そしてトヨタ初のル・マン制覇は果たされなかった。
その後、帰国したサードは、鈴鹿1000kmに参戦する。ダウアーも来日することになっており、ル・マンの対決が再現されるはずであったが直前にキャンセル。ライバル不在となったレースでサードの94C-Vは独走するが、トラブルでリタイヤとなった。これが一連のトヨタのCカー（LMP1規定に改造されていたが）の最後のレースとなったが、R36Vエンジンはその後1998年、トヨタ・GT-One TS020に搭載され再登場することとなる。
なお、優勝を逃したとはいえ、歴史に残る好走を見せたサードの94C-Vはサルト・サーキット隣接の博物館に寄贈され、展示されている。のちに同車両はレストアされ、2021年のトロフィー返還セレモニーでは自走し、その役割を果たした。